# Stefan Bohnenberger
Pour les articles homonymes, voir Bohnenberger.
Stefan Bohnenberger (né le 5 juillet 1959 à Munich) est un artiste contemporain allemand.

## Biographie
Bohnenberger est le quatrième enfant d'un pilote automobile et professeure de yoga de Stuttgart et danseuse au Burgtheater. Bohnenberger grandit à Munich, où il va à l'école Rudolf Steiner. Il étudie d'abord la guitare classique pendant un an au Conservatoire Richard Strauss de Munich. Au semestre d'hiver 1980, il s'inscrit à l'université Johann Wolfgang Goethe de Francfort-sur-le-Main, puis à l'université libre de Berlin, où il étudie l'art et le cinéma jusqu'en 1986.
Les œuvres d'art de Bohnenberger sont exposées à l'échelle nationale et internationale dans diverses galeries et musées depuis les années 1990. Par exemple, en 1991, Das Goldene Zeitalter est exposé au Württembergischer Kunstverein Stuttgart.
Il tourne son premier film à 12 ans. En 1982, le film de voyage Über die Vergänglichkeit des Augenblickes est réalisé avec le dramaturge et réalisateur allemand René Pollesch. Le court métrage Missa Solemnis de 1984 est réalisé en collaboration avec Robert Plitt et Charles Citron. Le film remporte un prix au 1er Salon de l'école et de la jeunesse de Francfort à Francfort-sur-le-Main. Son film de 2001 Shigerat, réalisé en collaboration avec Simon Vogel, est présenté en 2002 au musée de Rautenstrauch-Joest de Cologne avec le livre. Le film Donkey Shot, réalisé en collaboration avec Milena Bochet, est projeté notamment en 2004 au festival Les Inattendus à Lyon et à Marseille. Bohnenberger réalise de plus en plus de courts clips vidéo, qu'il appelle des films haïkus.
Avec l'artiste Jerry Williams, qui vit en Suède depuis 1988, Bohnenberger est en 2001 commissaire de The Grand Panorama in the Slaughterhouse, Konst I Fyrstad à Uddevalla, Suède.
Depuis 1980, Bohnenberger effectue de nombreux voyages en Amérique centrale et du Sud, en Inde et dans la péninsule du Sinaï. Il vit parfois avec les Bédouins Mezeina dans le sud du Sinaï. Des carnets de voyage (environ 500 avec un total de plus de 40 000 pages), des photographies, des films et des installations spécifiques au site sont créés pendant les voyages.

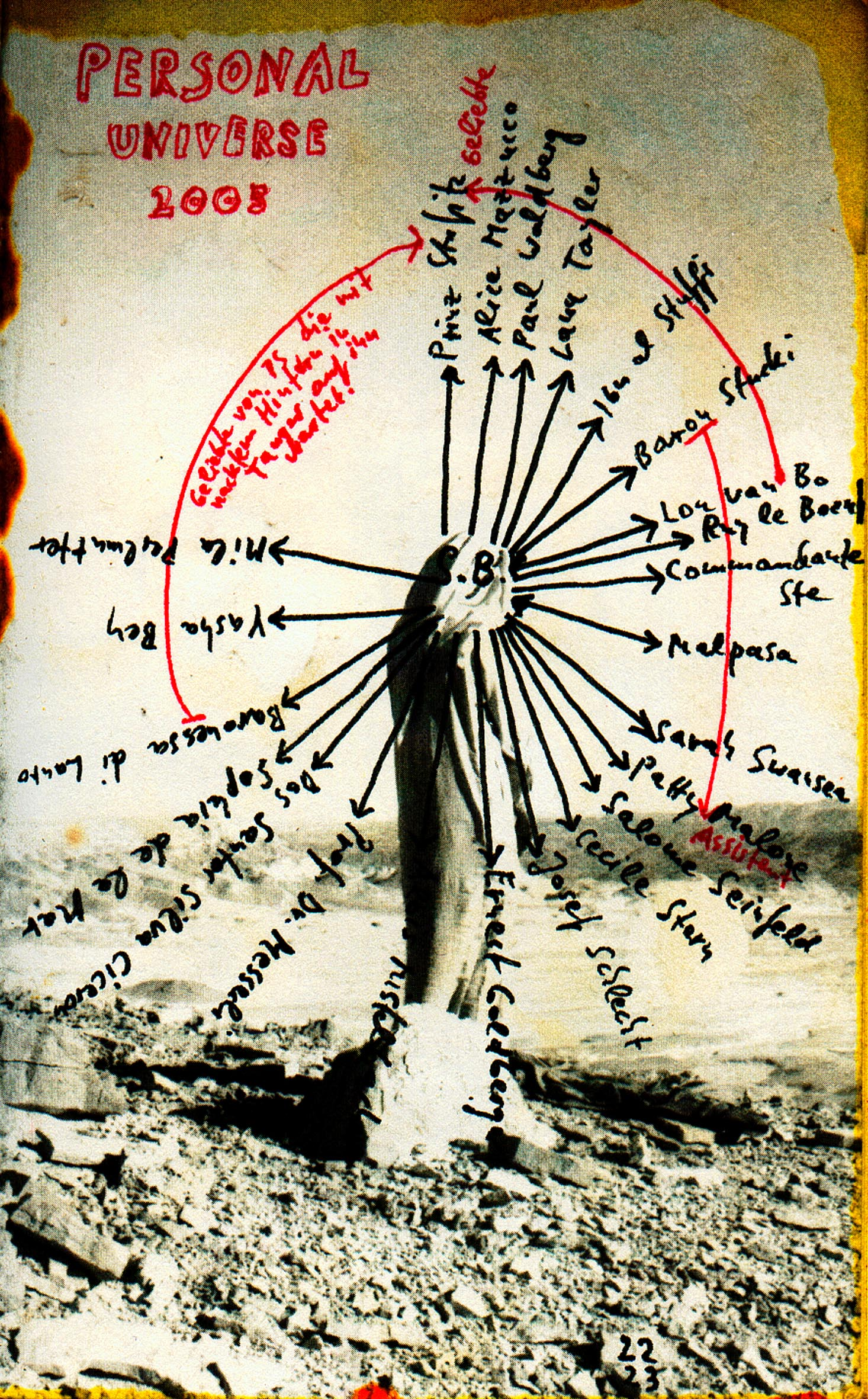
Hétéronymes dans Personal Universe, 2005.

Bohnenberger a officiellement 22 hétéronymes sous lesquels il expose et environ 20 non officiels qu'il utilise pour les assistants. Son objectif est un anti-ego labyrinthique et un jeu avec des classifications conformes au marché.
De 1986 à 1989, il vit en isolement dans une ancienne ferme en Toscane. Fin 1989, il déménage à Cologne et y reste pendant 14 ans. Bohnenberger vit et travaille à Bruxelles depuis 2003.

## Œuvre
En 1990, Bohnenberger crée la Pommeskreuz et la sculpture Pommes d’Or. La croix est deux frites clouées au mur en forme de croix et sert de gabarit pour l'œuvre Pommes d'Or, une fonte en or de deux bâtonnets de chips. Les deux sont montrées dans une exposition pendant deux mois en 1990 et sont en vente. Aucune des deux n'a trouvé d'acheteurs. En 2005, l'artiste et la galerie se séparent. Pour récupérer la sculpture en or, Bohnenberger fait un procès. Au cours du procès, la croix est réclamée, mais la galerie n'a pas pu la retrouver. Après une dispute de six ans avec son ancienne galerie, les galeristes doivent rendre la sculpture Pommes d’Or et payer une indemnité pour les deux bâtonnets perdus. Les dommages sont estimés à 2 000 euros, plus 5% d'intérêts à partir de mai 2010. La galerie doit supporter 90% des frais de justice des deux instances. D'après les tarifs habituels, cela seul est probablement beaucoup plus cher que l'indemnisation indiquée. L'Oberlandesgericht annule une décision du Landgericht de Munich I.
Bohnenberger travaille sur les Guckkästen depuis 1992. Ce sont pour la plupart de petites boîtes à cigares ou des balles de tennis ou de tennis de table qui peuvent être vues à travers un judas. Il y a de petites installations dans les boîtes. Par exemple, une boîte est créée avec Douglas Henderson qui souligne et anime la dernière scène de Roméo et Juliette avec un son de cloche.
En 1996, il crée le Grand Panorama, une immense boîte dans laquelle on peut voir les œuvres d'autres artistes. Le Grand Panorama est présenté pour la première fois à Cologne puis notamment à Venise, Budapest, Bangalore, Trollhatten, Zagreb, Montevideo, Bruxelles et Sofia… Au total, plus de 300 artistes du monde entier ont participé au projet.